# Castello Scaligero (Valeggio sul Mincio)
Il castello scaligero di Valeggio sul Mincio è un castello di origine medievale situato lungo le rive del fiume Mincio, nella cittadina di Valeggio sul Mincio.

## Storia

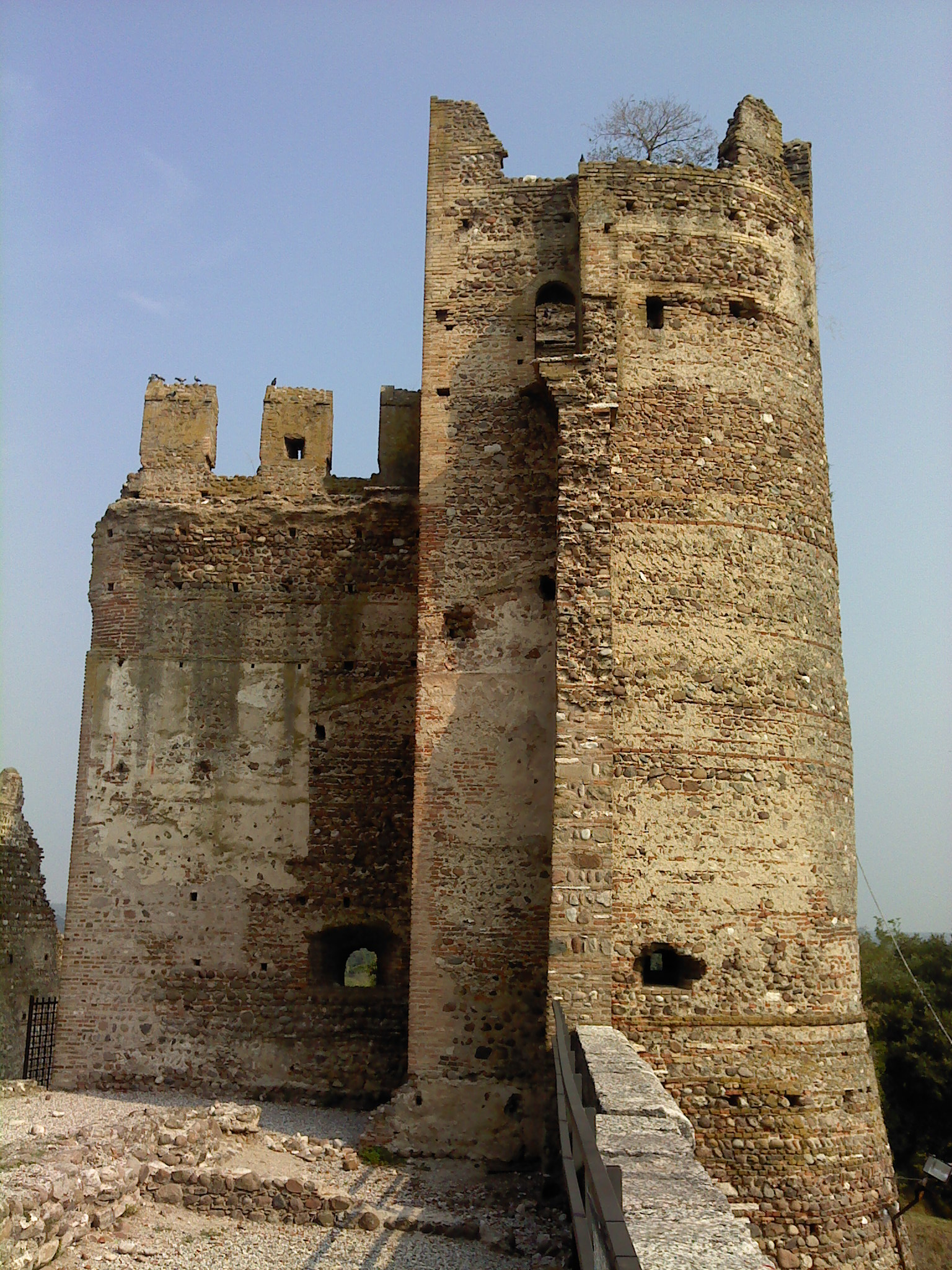
La Torre Tonda

Nel 1984 il Comune di Valeggio sul Mincio riesce ad approvare e a far partire un importante progetto di ristrutturazione e rivitalizzazione del monumento, che prevede il consolidamento della struttura muraria, restituendo all'uso pubblico un castello tra i più suggestivi della zona.
Recentemente è stata resa agibile la passeggiata che permette di accedere alla parte restaurata del castello; si tratta di una stretta ed erta strada, fra il verde della collina e le eleganti ville “liberty”. Nel 2011 è stato anche ripristinato un sentiero che permette di scendere direttamente dal Castello a Borghetto, lungo lo scosceso pendio della collina (il sentiero è segnalato nel catasto austriaco del 1808 ma lo storico locale C.Farinelli ipotizza che sia di epoca medievale).
Dal cortile della Rocca, tra le alte torri, si gode una vista mozzafiato sulla Valle del Mincio; dall’altro lato, si possono osservare le case del paese e l’inizio della pianura veneta.